# Sysselmænd på Færøerne
En sysselmand (færøsk: sýslumaður) er på Færøerne en lokal embedsmand med administrative og politimæssige beføjelser.
Sysselmanden er en person på Færøerne, som før i tiden udgjorde det lokale politi, opkrævede told og havde ansvaret for grindefangster og fordeling af grindekød og dømmer i visse mindre sager ved sysselens politiret.
Embeddet sysselmand findes stadig på Færøerne, dog har sysselmanden ikke så brede beføjelser som tidligere, men han har dog stadig - sammen med grindeformænd - ansvaret for om grindedrab skal foregå og om til hvilke bygder i hans politiområde hvalkødet og spækket skal uddeles til. Sysselmændene i dag har tidligere arbejdet som politimænd og har stadig politiopgaver.
Før i tiden var der en sysselmand pr. syssel (sýsla), men i nyere tid er der sket en omstrukturering hos Færøernes Landfoged, som er en dansk institution, således at nogle af sysslemandsembederne er nedlagt.
Der er i dag kun tre sysselmænd: Sysselmanden i Tórshavn, Sysselmanden i Suðuroy og Sysselmanden i Norðoyggjar (Nordøerne). Omstruktureringen skyldes, at der er kommet to nye undersøiske tunneler, som har bundet ca. 85% af Færøerne sammen. Der er dog et politikontor i hver sýsla, de ligger i disse byer: Tórshavn (Streymoy), Runavík (Eysturoy), Klaksvík (Norðoyggjar), Miðvágur (Vágar), Sandur (Sandoy) og Tvøroyri (Suðuroy).
På Færøerne er der seks sysler (sýslur):
1. Norderøerne
2. Eysturoy
3. Streymoy
4. Vágar
5. Sandoy
6. Suðuroy

Enhver syssel (sýsla) havde før i tiden en sysselmand, i dag er der kun tre sysselmænd, en for Streymoy og Vágar og de små øer i området: Nólsoy, Koltur, Hestur, Mykines, en for Eysturoy og Nordøerne, og en for Suðuroy og Lítla Dímun. Denne sysselmænd var i historien (og er i dag) i de fleste tilfælde færinger, men i hvert fald embedsmænd for det Danske Rige.
I modsætning til de færøske kommuner, er syslerne i dag ikke en politisk forvaltningsenhed, dvs. på dette felt er ingen valg. Siden vikingetiden på Færøerne og indtil reformationen havde der også været ting i hvert syssel, de såkaldte várting (vårting) ved siden af lagtinget på Tinganes.

## Kendte sysselmænd
- Kristian Djurhuus (1895-1984) på Suðuroy (1920-1965), også lagmand.
- Oliver Effersøe (1863-1933) på Suðuroy (1894-1920), også folketings-, landstings- og lagtingsmedlem, formand af Sambandspartiet.
- Jákup í Jákupsstovu (1922-1976) på Vágar (1946-1954), også sømand, digter og lagtingsmedlem (S).
- Jákup Jógvansson (?-?) på Sandoy, også lagmand (fra 1677-1679).
- Edward Mitens (1889-1973), også sagfører, folketings- og lagtingsmedlem, lagtingsformand og minister.
- Hans Christopher Müller (1818-1897) på Streymoy, grundlagte Postverk Føroya, DFDS-repræsentant.
- Klæmint Olsen (1842-1912) på Norderøerne, også landstings- og lagtingsmedlem.
- Andras Samuelsen (1873-1954) på Eysturoy, også lagmand, folketing-, landstings- og lagtingsmedlem og formand af Sambandspartiet.
- Johan Hendrik Schrøter (1842-1911) på Suðuroy, også folketings- og lagtingsmedlem.